# Михаїл I (папа Александрійський)
Михаїл I (копт. Ⲡⲁⲡⲁ Ⲁⲃⲃⲁ Ⲭⲁⲏⲗ; д/н — 12 березня 767) — 46-й папа (абба) Александрійський та патріарх усієї Африки при Святому Престолі Святого Марка у 743—767 роках.

## Життєпис
Походження та місце народження невідоме. Спочатку був ченцем у монастирі Макарія Великого. 742 року після смерті папи Феодора I єпископи та духовенство звернулися до Гафса ібн аль-Валід аль-Хадрамі, валі Місру, за дозволом обрати нового папу. Той надав свій дозвіл з умовою, що кандидат попередньо буде йому представлений. Єпископ Мойсей Всімський зіграв важливу роль в обранні Михаїла у результаті компромісу між північними та південними фракціями. Зрештою Михаїла привезли до столиці.
744 року Гафс ібн аль-Валід виступив проти халіфа Ібрагіма ібн аль-Валіда. При цьому заручився підтримкою 24 тис. коптів, що прийняли іслам в обмін на звільнення від сплати джизьї. Але новий валі — Хавтара ібн Сухайл переміг Гафса, вбивши багатьох його прихильників. Весь цей час, згідно з «Історією патріархів Олександрійських» Михаїл I знаходився зі своїми 24-тисячним військом коптів у Васімі, молячись за порятунок народу. Ймовірно саме папа вплинув на відмову цього війська підтримати у вирішальний момент заколотника. На дяку копти отримали помилування.
Невдовзі за підбуренням валі Антіохійський патріарх Козьмою I, якого підбурив валі висунув претензії на низку церков і монастиря святого Міни, що призвело його до конфлікту з папою. Бажаючи об'єднати дві церкви, Козьма I розпочав богословську полеміку, жорстокість яка була помічена арабським урядом Єгипту. Внаслідок цього на обидві церкви було накладено великий податок, для виплати якого Михаїл I вирушив збирати кошти до вікаріату Верхнього Єгипту. Іншою подією, що ускладнила відносини папи з владою, стало його тривале листування з Кіріаком, царем Мукурри, з приводу одного з єпископів. Після звинувачення у перевищенні повноважень Михаїла I було ув'язнено. Після цього Кіріак вдерся до Єгипету, намагаючись звільнити Михаїла I. Військо муккури повернулося до себе лише після того, як його переконав це зробити папа, якого випустилу з в'язниці.
У 748 році почалося велике повстання коптів-башмуритів, для придушення якого на чолі армії вирушив сам халіф Марван II. Не маючи можливості дати битву повсталим у болотах, він заарештував Михаїла I (той ймовірно таємно підтримував повсталих) і звинуватив його у змові. Багато священнослужителів були змушені ховатися. Згідно з «Історією патріархів», коли папу було доставлено на суд і халіф запитав його: «Ти голова ворогів нашої віри?», Михаїл I відповідав: «Я голова не злих людей, але добрих; і мої люди не творять зло, але вони були так розорені лихами, що їм навіть довелося продавати дітей». За наказом хілафа написав очільникам повстання скласти зброю, але ті не послухалися. Справжне відношення Михаїла I до повстання відзначив його секретар: «З ними був Бог, і Він надав їм перемогу».
У 749 році Михаїла I знову було заарештовано в Рашиді за наказом валі Хавтара, що намагався змусити повсталих башмурів здатися. Натомість ті захопили місто, знищивши усіх мусульман. 750 року папу було звільнено новим аббасидським валі Єгипту Абу Авном ібн Язідом.
В подальшому намагався відновити церкви та забезпечити права коптів в нових умовах. 755 року виступив проти інтронізації єпископа Ісаака як Сирійського міафізитського патріарха Антіохії після смерті Іваніса I, оскільки той уже був єпископом Харрану. Зрештою патріархом став Афанасій Сандалая.
Помер Михаїл I 767 року. Новим папою було обрано Міну I.